# Thomas Brothers T-2
El Thomas Brothers T-2 fue un biplano estadounidense que sirvió en la Marina Real británica y en la Armada de los Estados Unidos, construido en los años 10 del siglo XX.

## Diseño y desarrollo
Construido por Thomas Brothers (más tarde Thomas-Morse Aircraft) en Bath e Ithaca, Nueva York, en 1914, era la creación de B. Douglas Thomas (más tarde diseñador jefe de la compañía), estaba basado en su anterior diseño Curtiss J (al que se parecía), y usaba un motor Austro-Daimler de 67 kW (90 hp). Era un biplano de dos vanos de construcción convencional.
Se proporcionaron 24 aeronaves, en dos lotes de 12 aparatos (matrículas 3809-3820, 8269-8280), al Real Servicio Aéreo Naval, siendo reemplazado el motor Austro-Daimler por un Curtiss OX-5 de igual potencia.
Otros quince aparatos adicionales (diferenciándose por estar equipados con flotadores en lugar de ruedas; usar un motor Thomas Aeromotor de 75 kW (100 hp), entre otros, en lugar del OX-5; tener alas de tres vanos de 13,41 m de envergadura y empenaje y timón agrandados) fueron vendidos a la Armada de los Estados Unidos (matrículas A-134/136, 395/406) como SH-4, a un coste de 7575 dólares estadounidenses cada uno, en 1916.

## Variantes
T-2
Biplano con motor Curtiss OX-5, 24 construidos.
SH-4
Versión con flotadores del T-2 con motor Thomas Aeromotor, 15 construidos.

## Operadores
Estados Unidos
- Armada de los Estados Unidos

 Reino Unido
- Marina Real británica

## Especificaciones (T-2)
Referencia datos: General Dynamics Aircraft and their Predecessors

### Características generales
- Tripulación: Dos
- Longitud: 7,92 m
- Envergadura: 10,97 m
- Superficie alar: 33 m2
- Peso vacío: 488 kg
- Peso cargado: 894 kg
- Planta motriz: 1× motor lineal V-8 refrigerado por agua Curtiss OX-5.
  - Potencia: 67 kW (90 hp)

### Rendimiento
- Velocidad máxima operativa (Vno): 134 km/h
- Tiempo a altitud: 10 min para 1200 m (3800 pies)

### Desarrollos relacionados
- Curtiss Model J

### Listas relacionadas
- Anexo:Aeronaves militares de los Estados Unidos (1909-1919)